# 英國鐵路19型柴油機車
英國鐵路19型柴油機車是使用英國鐵路3型客車的無動力駕駛車所改造的試驗性铁路机车，目標是测试将液压無段變速器与再生制动结合以減少引擎廢氣排放的可行性。 
液體靜力無段變速器已經用於轨道维修用等低速车辆，但在幹線机车，如柴液机车，則是使用液體動力传动装置，即液力变矩器。

## 历史
2017年，英國鐵路安全與標準委員會（Rail Safety and Standards Board，RSSB）宣布计划与Artemis Intelligent Power （一家专注于液压机的公司）合作開發实验性轨道车辆。 目的是开发一种車輛，將剎車的能量儲存起來，之後可用於加速。其主要發動機為柴油引擎，先驅動液壓幫浦，再驅動裝在軸上的液压马达。这些馬達也可以當作幫浦，剎車時將能量儲存在液压蓄能器中。計畫希望能將這種系統用於進行經濟上不適合進行電氣化的路線。 
RSSB和Artemis与奇爾特恩铁路公司合作，選中了一部奇爾特恩的無動力駕駛車作為實驗機車的平台。  2017年7月，本車（82113號）转移到Bo'ness和Kinneil铁路，并开始改造。改造工程包括安裝JCB柴油引擎，Artemis E-dyn 96數位排量液压泵，並在车轴安装馬達。原來的車掌室移除，加裝另一個駕駛室，以便由兩端皆可駕駛。该车辆于2018年7月20日首次启动。  于2018年8月1日开始进行试车。 